# Enriqueta Seller Roca de Togores
María Enriqueta Seller Roca de Togores (Elx, 2 de març de 1962) és una política valenciana, diputada al Congrés dels Diputats en la VI, VII, VIII i IX legislatures.
Ha treballat com a procuradora en Tribunals. De 1986 a 1990 fou presidenta de Nuevas Generaciones i de 1994 a 2004 fou secretària d'Igualtat d'Oportunitats a l'executiva regional del PP. A les eleccions municipals espanyoles de 1995 fou escollida regidora de l'ajuntament d'Elx i diputada provincial d'Alacant. No es presentà a la reelecció en 1999.
Fou elegida diputada pel PP per la província d'Alacant a les eleccions generals espanyoles de 1996, 2000 i 2004. Ha estat portaveu adjunta de la Comissió Mixta per a l'Estudi del Problema de les Drogues (2000-2004) i Secretària Segona de la Comissió de Treball i Afers Socials. En octubre de 2008 va substituir en el seu escó Mercedes Alonso García, escollida diputada a les eleccions generals espanyoles de 2008. Ha estat portaveu adjunta de la Comissió d'Administracions Públiques (2009) i de la Comissió de Política (2009-2011).